# Вернблум, Ларс
Ларс Ле́ннарт Ве́рнблум (швед. Lars Lennart Wernblom; род. 23 октября 1961) — шведский кёрлингист.
В составе мужской сборной команды Швеции участник трёх чемпионатов мира (лучший результат — серебряные призёры в 1985).

## Достижения
- Чемпионат мира по кёрлингу среди мужчин: серебро (1985)

## Команды
| Сезон   | Четвёртый          | Третий              | Второй      | Первый        | Запасной        | Турниры           |
| ------- | ------------------ | ------------------- | ----------- | ------------- | --------------- | ----------------- |
| 1982—83 | Стефан Хассельборг | Микаэль Хассельборг | Ханс Нурдин | Ларс Вернблум |                 | ЧМ 1983 (4 место) |
| 1984—85 | Стефан Хассельборг | Микаэль Хассельборг | Ханс Нурдин | Ларс Вернблум |                 | ЧМ 1985           |
| 1985—86 | Стефан Хассельборг | Микаэль Хассельборг | Ханс Нурдин | Ларс Вернблум | Андерс Нильссон | ЧМ 1986 (4 место) |

(скипы выделены полужирным шрифтом)